# Rob Elliot
Rob Elliot (Greenwich, 30 april 1986) is een voormalig Iers voetballer die als doelman speelt. Hij tekende in januari 2021 transfervrij bij Watford FC. Tussen 2014 en 2016 speelde hij vier interlands voor het Iers voetbalelftal.

## Clubcarrière
Elliot kwam op zeventienjarige leeftijd bij Charlton Athletic terecht, de club waarvan hij vanaf jonge leeftijd supporter was. Hij werd om speelervaring op te doen uitgeleend aan  Bishop's Stortford, Notts County en Accrington Stanley. Op 30 augustus 2011 tekende hij een vijfjarig contract bij Newcastle United. Op 20 september 2011 debuteerde hij voor The Magpies in de League Cup tegen Nottingham Forest. Precies één jaar later maakte hij zijn Europees debuut in de Europa League tegen het Portugese CS Marítimo. Op 24 februari 2013 speelde Elliot zijn eerste wedstrijd in de Premier League tegen Southampton (4–2 winst). In zijn eerste jaren bij Newcastle was het seizoen 2012/13 zijn meest actieve, met zeventien gespeelde wedstrijden (waarvan tien in de competitie en vijf in de Europa League). In oktober 2015 schoof Elliot door naar de positie van eerste doelman van Newcastle United, nadat eerste keuze Tim Krul voor de rest van het seizoen geblesseerd uitviel. De met 6–2 gewonnen thuiswedstrijd tegen Norwich City op 18 oktober 2015 was zijn eerste wedstrijd.

## Interlandcarrière
Op 5 oktober 2013 werd Elliot voor het eerst opgeroepen voor het Iers voetbalelftal. Zijn interlanddebuut maakte hij uiteindelijk op 25 mei 2014 in een vriendschappelijke interland tegen Turkije in het Avivastadion in Dublin. Hij speelde de volledige wedstrijd. Zijn tweede interland volgde op 3 september 2014, een oefenwedstrijd tegen Oman, waarin hij mocht invallen voor routinier Shay Given.

## Erelijst
| Kampioen Conference National | 1x | 2005/06 |

1 Bachmann ·
2 Ngakia ·
3 Sierralta ·
5 Porteous ·
6 Pollock ·
7 Ince ·
8 Tsjakvetadze ·
10 Louza ·
11 Vata ·
12 Sema ·
13 Almeida ·
14 Dwomoh ·
15 Tikvić ·
16 Keben ·
17 Sissoko  ·
18 Jebbison ·
19 Bayo ·
20 Doumbia ·
21 Ogbonna ·
22 Morris ·
23 Bond ·
24 Dele-Bashiru ·
34 Baah ·
36 Ebosele ·
37 Larouci ·
39 Kayembe ·
45 Andrews ·
Coach: Cleverley